# Stiltskin
Stiltskin est un groupe de rock britannique ayant connu une gloire aussi fulgurante qu'éphémère au milieu des années 1990.

## Biographie
Avec le label White Water Records, Stiltskin sort son premier single Inside en 1994. Le groupe enchaîne avec deux autres singles : Footsteps et Rest in peace. La chanson la plus connue du groupe, Inside, est une commande pour la pub Levi's car le groupe The Smashing Pumpkins refuse alors que la chanson Today soit utilisée pour un spot publicitaire. Les deux chansons sont d'ailleurs assez similaires. L'album The Mind's Eye sort la même année, en 1994. 
L'album She est sorti durant l'été 2006, un single est téléchargeable gratuitement depuis le site officiel du groupe. Il s'agirait, selon le groupe, d'un nouveau mélange d'influences telles que Daft Punk, Phil Lynott, Audioslave, Metallica, David Bowie et Radiohead.
À la base on retrouve toujours le chanteur Ray Wilson, qui avait entre-temps pris la succession de Phil Collins au chant du groupe Genesis. Wilson, lors de ses tournées solos entre 1999 et 2005, a beaucoup repris des titres de Stiltskin sur scène. En 2008, le groupe reformé tourne en Europe. Un nouvel album de Stiltskin, intitulé Unfulfillment est publié en 2011.

## Membres

### Membres actuels
- Ray Wilson - chant, guitare (1993–1996, depuis 2006)
- Ali Ferguson - guitare, chœurs (depuis 2006)
- Lawrie Macmillian - basse, chœurs (depuis 2006)
- Filip Walcerz - claviers (depuis 2010)
- Steve Wilson - guitare, chœurs  (depuis 2010)

### Anciens membres
- James Finnigan - basse, claviers (1994–1995)
- Peter Lawlor - guitares, basse, claviers, batterie, choeurs (1994-1996)
- Ross McFarlane - batterie, percussions (1994–1996)
- Aubrey Nunn - basse (1995–1996)
- Irvin Duguid - claviers (2005–2006 ; musicien en tournée - 1994-1995)
- Uwe Metzler - guitares (2005–2011)
- Alvin Mills - basse (2005–2006)
- Scott Spence - guitares (2005–2006)
- Henrik Muller - batterie, percussions (2005–2006)
- Nir Zidkyahu - batterie, percussions (2005–2006)
- Ashley MacMillan - batterie, percussions (2006–2015)

### Musiciens additionnels
- Sian Bell - violoncelle (sur l'album The Mind’s Eye)
- The Ambrosian Choir - chorale d’ouverture
- Tessa Sturridge - voix-off

## Discographie
- 1994 : The Mind's Eye

1. Intro
2. Scared Of Ghosts
3. Horse
4. Rest In Peace
5. Footsteps
6. Sunshine And Butterflies
7. Inside
8. An Illusion
9. America
10. When My Ship Comes In
11. Prayer Before Birth

- 2006 : She

1. Fly High
2. Taking Time
3. She
4. Lemon Yellow Sun
5. Wake Up Your Mind
6. Sick And Tired
7. Constantly Reminded
8. Show Me The Way
9. Fame
10. Some Of All My Fears
11. Summer Days
12. Better Luck Next Time

- 2011 : Unfulfillment

1. Accidents Will Happen
2. More Than Just A Memory
3. The 7th Day
4. American Beauty
5. Voice Of Disbelief
6. First Day Of Change
7. Tale From A Small Town
8. 14th March 1962
9. She Flies
10. Guns of God
11. Old Man and the Portrait
12. Ought to Be Resting